# Bombus atripes
Bombus atripes (saknar svenskt namn) är en asiatisk insekt i överfamiljen bin (Apoidea) och släktet humlor (Bombus) som har en iögonfallande, orangeröd behåring.

## Beskrivning
Bombus atripes är en stor, långtungad humla; drottningen är mellan 22 och 23 mm lång, arbetarna 16 till 18 mm, och hanarna Hela kroppen, både mellankroppens ovansida och bakkroppens alla tergiter är orangeröda hos hanen; honan är liknande färgad, men har sista tergiten (bakkroppsspetsen) svart. Mellankroppens sidor är dock alla svarta. Till skillnad från vad som är fallet hos många andra humlor är hanens ögon inte större än honans. Vingarna är mörkbruna.

## Ekologi
Humlan förekommer sällsynt i tämligen låglänt terräng mellan 300 och 900 meters höjd. Flygperioden varar mellan april och augusti.

## Utbredning
Bombus atripes finns i centrala och södra Kina (Sichuan, Hubei, Anhui, Jiangsu, Yunnan, Guizhou, Hunan, Jiangxi, Fujian, Zhejiang och troligtvis Hainan). Den har även påträffats i Myanmar och Nordkorea av den amerikanska entomologen John Ascher(en).